# Bruno Gironcoli
Bruno Gironcoli (Villach, 27 september 1936 - Wenen, 19 februari 2010) was een Oostenrijkse beeldhouwer.

## Leven en werk
Gironcoli begon in 1951 een opleiding tot goudsmid in Innsbruck, welke hij in 1956 als Geselle afsloot. Vanaf 1957 studeerde hij aan de Hochschule für Angewandte Kunst Wien in Wenen. Een verblijf in Parijs in 1960/1961 bracht hem in contact met het werk van Alberto Giacometti. Het werk van Gironcoli is een mengeling van assemblagekunst en installatiekunst.
In 1977 kreeg Gironcoli de leiding over de afdeling beeldhouwkunst aan de Akademie der bildenden Künste Wien, waar hij Fritz Wotruba als hoogleraar opvolgde. De Oostenrijkse kunstenaar Franz West was een van zijn leerlingen.
In 1993 werd hem de Großer Österreichischer Staatspreis verleend. Hij was in 2003 de officiële vertegenwoordiger van Oostenrijk bij de Biënnale van Venetië.

## Gironcoli-Museum
Sinds september 2004 is een overzichtstentoonstelling te zien in een eigen museum, het Gironcoli-Museum in het Tier- und Naturpark Schloss Herberstein in Sankt Johann bei Herberstein in de deelstaat Stiermarken. Het gebouw is ontworpen door de Oostenrijkse architect Hermann Eisenköck. Op een oppervlak van 2000m² zijn zo'n 30, vaak monumentale, beeldhouwwerken van zijn hand opgesteld, werken die aan futuristische sculptures/installaties doen denken.

## Fotogalerij

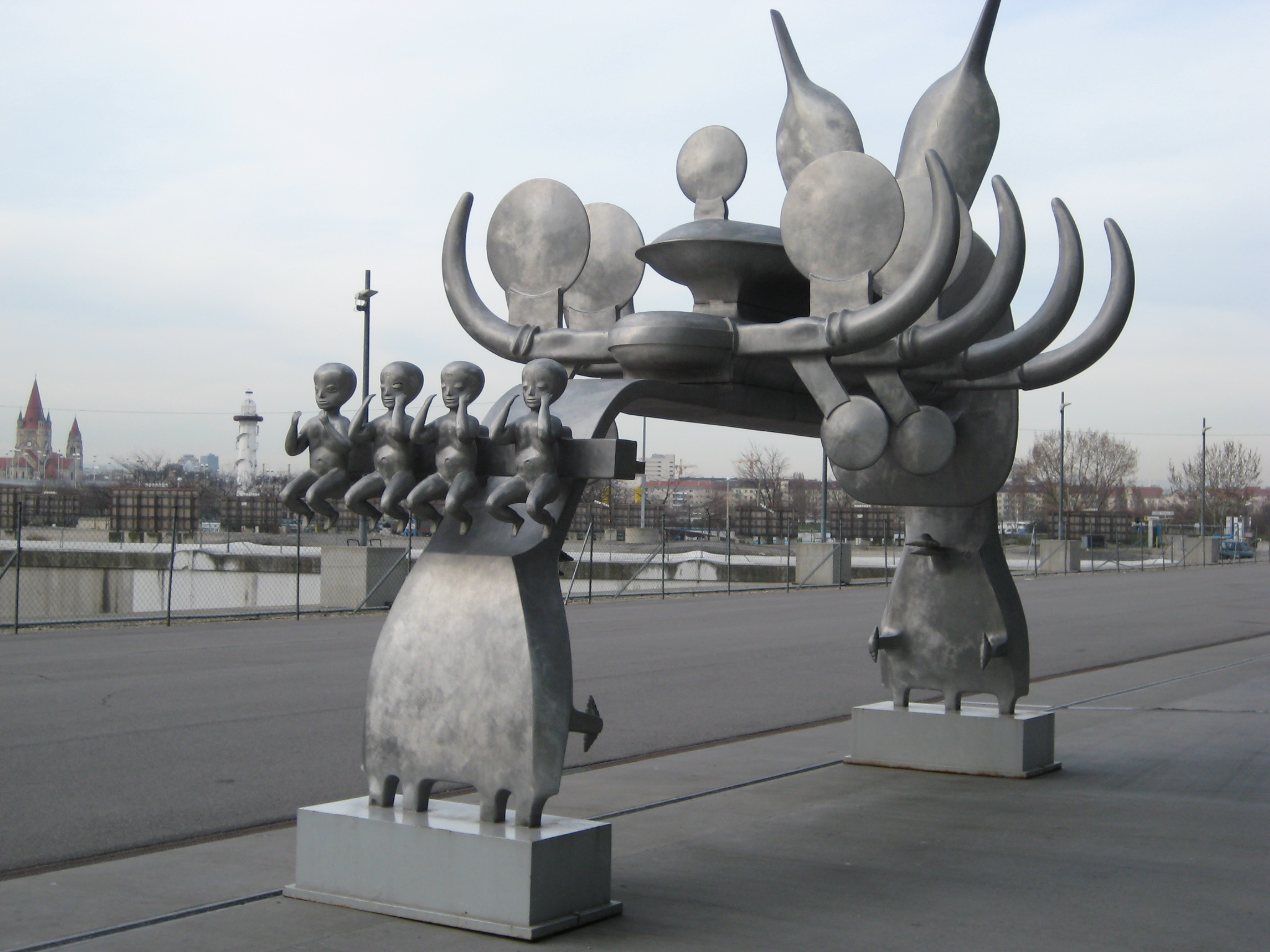
Sculptuur in Wenen
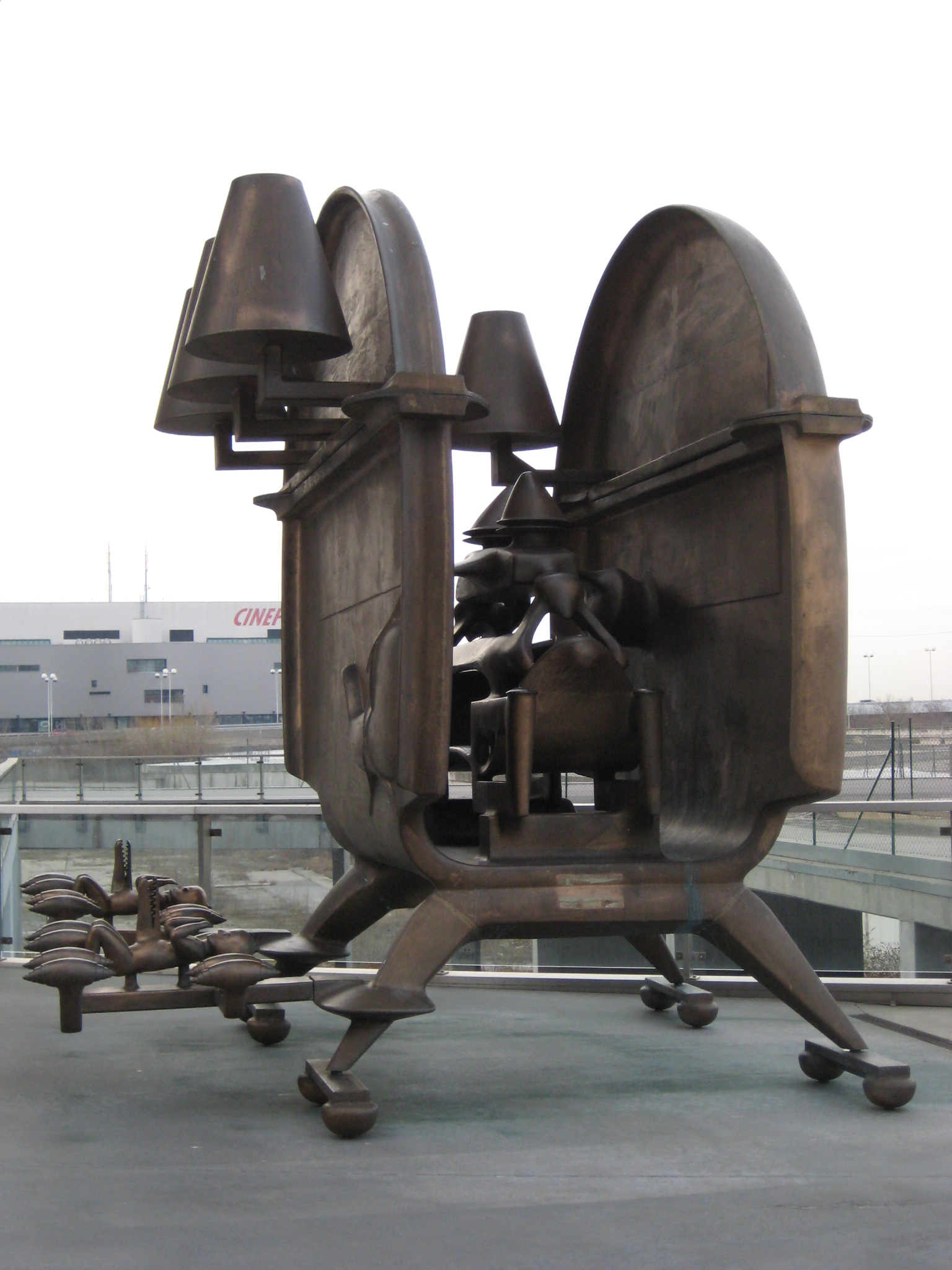
Sculptuur in Wenen
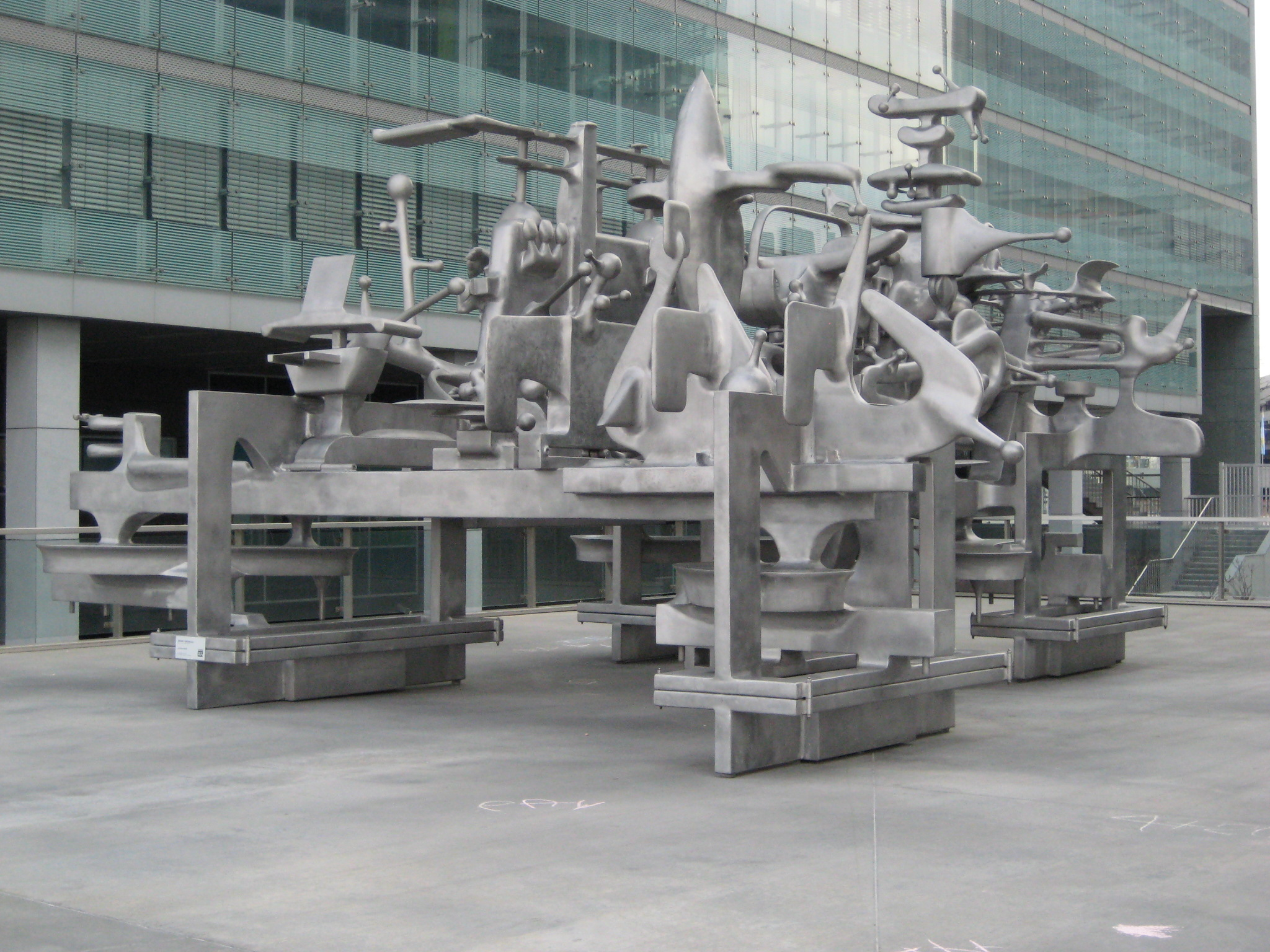
Sculptuur in Wenen